# Саки (писатель)
Гектор Хью Манро, (англ. Hector Hugh Munro) известный под псевдонимом Саки (англ. Saki; 18 декабря 1870, Акьяб — 13 ноября 1916, Сомма) — английский писатель и журналист. 
Псевдоним «Саки» на языке фарси означает «виночерпий» и «кравчий» (скорее всего, заимствован из поэзии Омара Хайяма).

## Биография и творчество
Родился в Бирме в семье офицера, воспитывался бабушкой и двумя тётками. Будучи корреспондентом, много путешествовал по миру (в том числе работал в России, автор книги на русском языке о возникновении Российской империи). Получил известность короткими сатирическими рассказами, в которых культивировал отточенность фразы и несколько циничную иронию, идущие от О. Уайльда, и использовал сюжеты, близкие к О. Генри. Практически всё творчество  Саки пропитано чёрным юмором. В социальной сатире — предшественник Ивлина Во, повлиял также на Вудхауза. Автор двух длинных сатир политического характера.
Политические взгляды Манро были консервативными и в какой-то степени даже реакционными. Биографы считают его геем, что в Великобритании того времени было уголовно наказуемо: скандал с борделем на Кливленд-стрит и тюремный срок Оскара Уайльда не способствовали афишированию этой стороны жизни Манро.
Погиб на Первой мировой войне, на которую Манро, который был старше призывного возраста, пошёл добровольцем. Застрелен немецким снайпером во время одной из последних атак битвы на Сомме. По воспоминаниям его боевого товарища, последними словами писателя были: «Да погаси же ты эту чёртову сигарету!»

## Издания на русском языке
- Рассказы / Перевод с английского А. Стерниной и Н. Явно. — М.: Правда, 1968. — 32 с. — Библиотека «Огонька»
- Тобермори: Рассказ. / Перевод А. Пахотина // «Литературная Россия» № 3, 1984.
- Тёмное дело. / Перевод И. Богданова. — Л.: Редакционно-издательский центр «Культ-информ-пресс», 1991. — 240 с.
- Чёртова дюжина. / Перевод И. Богданова. — СПб.: Русско-Балтийский информационный центр «БЛИЦ», 1999. — 416 с.
- Омлет по-византийски. / Перевод И. Богданова. — СПб: Азбука-Классика, 2005. — 352 с.
- Алиса в закулисье / Перевод Ю. Коряжкиной, М. Шацкой, Н. Кулыгиной, С. Чекуновой, В. Александровой. — [Б. м.]: Издательские решения, 2021. — 70 с.

## «Средни Ваштар»
Один из самых известных рассказов Саки, «Средни Ваштар», был неоднократно экранизирован:
- В 1940 году американский режиссёр-любитель Дэвид Брэдли (David Bradley[англ.]) снял 12-минутную одноименную ленту ('Sredni Vashtar' by Saki[8]), вошедшую впоследствии в антологию раннего американского авангарда "Unseen Cinema"[9].
- В 1980 году американский режиссёр Эми Роуз Блох (Amy Rose Bloch) снял 28-минутный фильм «Детские игры» (Child’s Play).
- В 1981 году британский режиссёр Эндрю Биркин снял 25-минутную киноверсию «Средни Ваштара».